# Oppershausen
Oppershausen è un comune di 292 abitanti della Turingia, in Germania.
Appartiene al circondario (Landkreis) dell'Unstrut-Hainich-Kreis (targa UH) ed è amministrato dal comune amministratore (Erfüllende Gemeinde) di Vogtei.